# Tilburg
Tilburg város Hollandia déli részén, Észak-Brabant tartományban, Amszterdamtól mintegy 90 km-re délkeletre. Egyben a hasonló nevű alapfokú közigazgatási egység, azaz község székhelye, amihez még Berkel-Enschot és Udenhout települések tartoznak. Lakosainak száma 227 707 fő (2023. január 1.).
Az 1960-as évekig ipari központ volt (a textiliparáról nevezetes), azóta inkább regionális központ lett, a szolgáltatóiparra és oktatási intézményekre koncentrálva. Egyetemi város.

## Népesség
206 000 fős lakosságával a 6. legnagyobb város Hollandiában. Goirle-val pedig egy 230 000 fős agglomerációt alkot. A lakosság mintegy 3/4 része holland, a maradék bevándorlók keveréke, legnagyobb arányban: török, marokkói, indonéz, közép-amerikai, surinami, lengyel, egyéb kelet-európai.

## Nevezetességek
A várostól 10 km-re északra fekszik az Efteling Park szabadidőközpont, 10 km-re délre pedig a Hilvarenbeekpark nevű szafari park, szabadon sétáló oroszlánokkal.

## Háztartások száma
Tilburg háztartásainak száma az elmúlt években az alábbi módon változott:
| Háztartások száma | 98 711 | 99 681 | 100 536 | 101 313 | 102 351 | 103 738 |
|                   | 2010   | 2011   | 2012    | 2013    | 2014    | 2015    |

## Közlekedés
A vasútállomások:
- Tilburg vasútállomás
- Tilburg Reeshof vasútállomás
- Tilburg Universiteit vasútállomás

## Híres szülöttei
- Jackie Groenen labdarúgó
- Benito van de Pas dartsjátékos
- Bas Rutten színész, MMA-versenyző

## Galéria

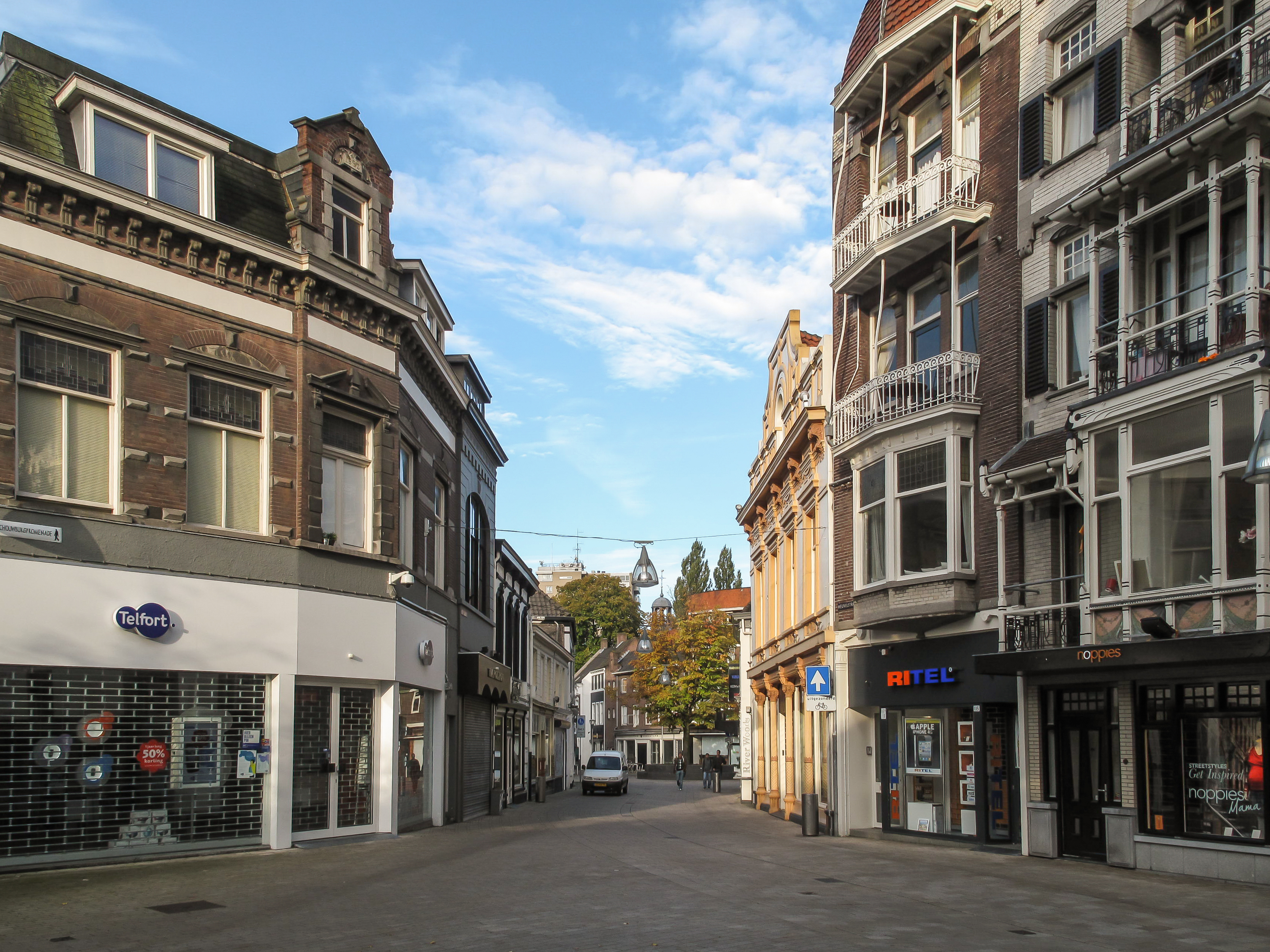
Heuvelstraat
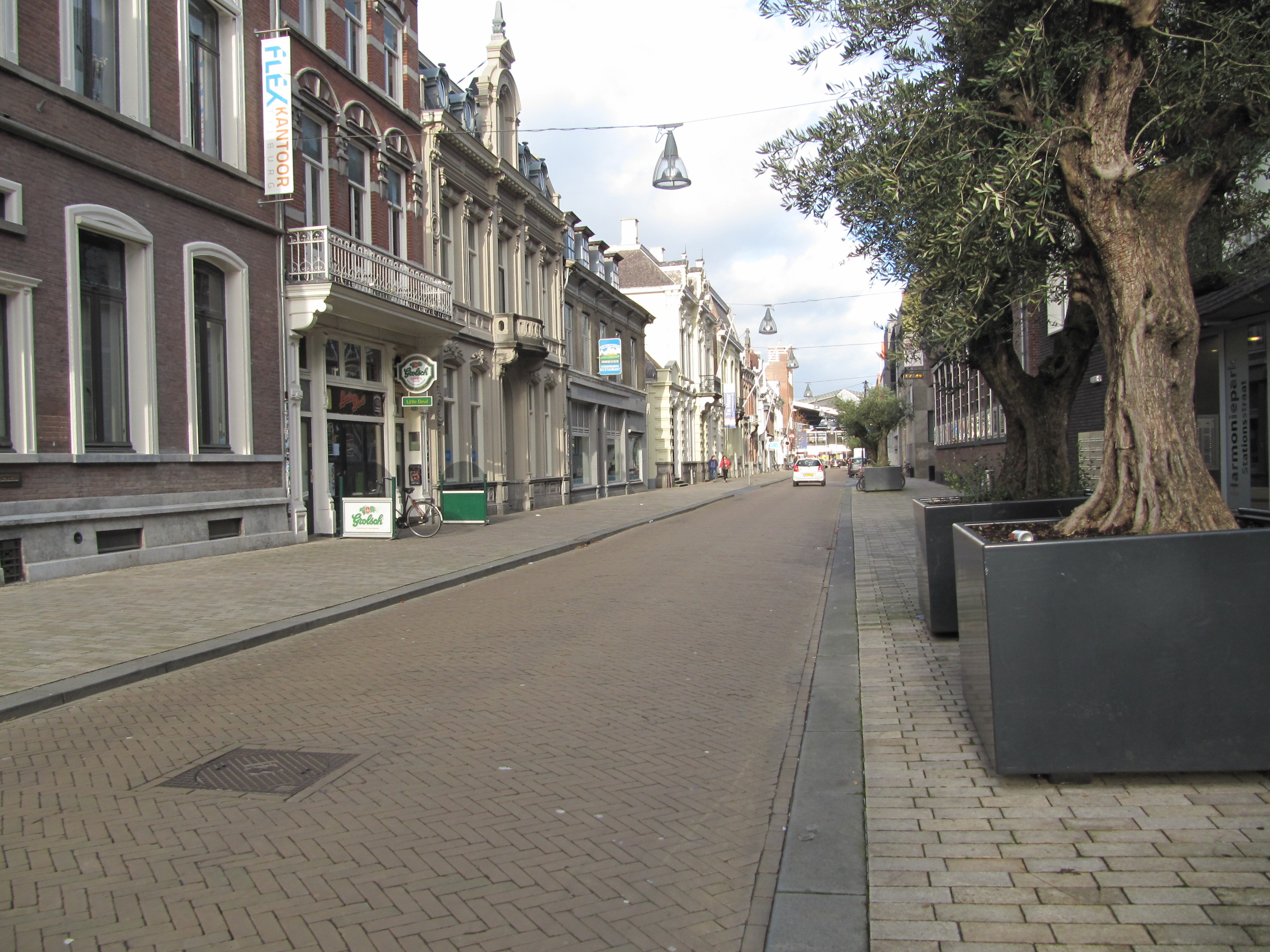
Stationstraat
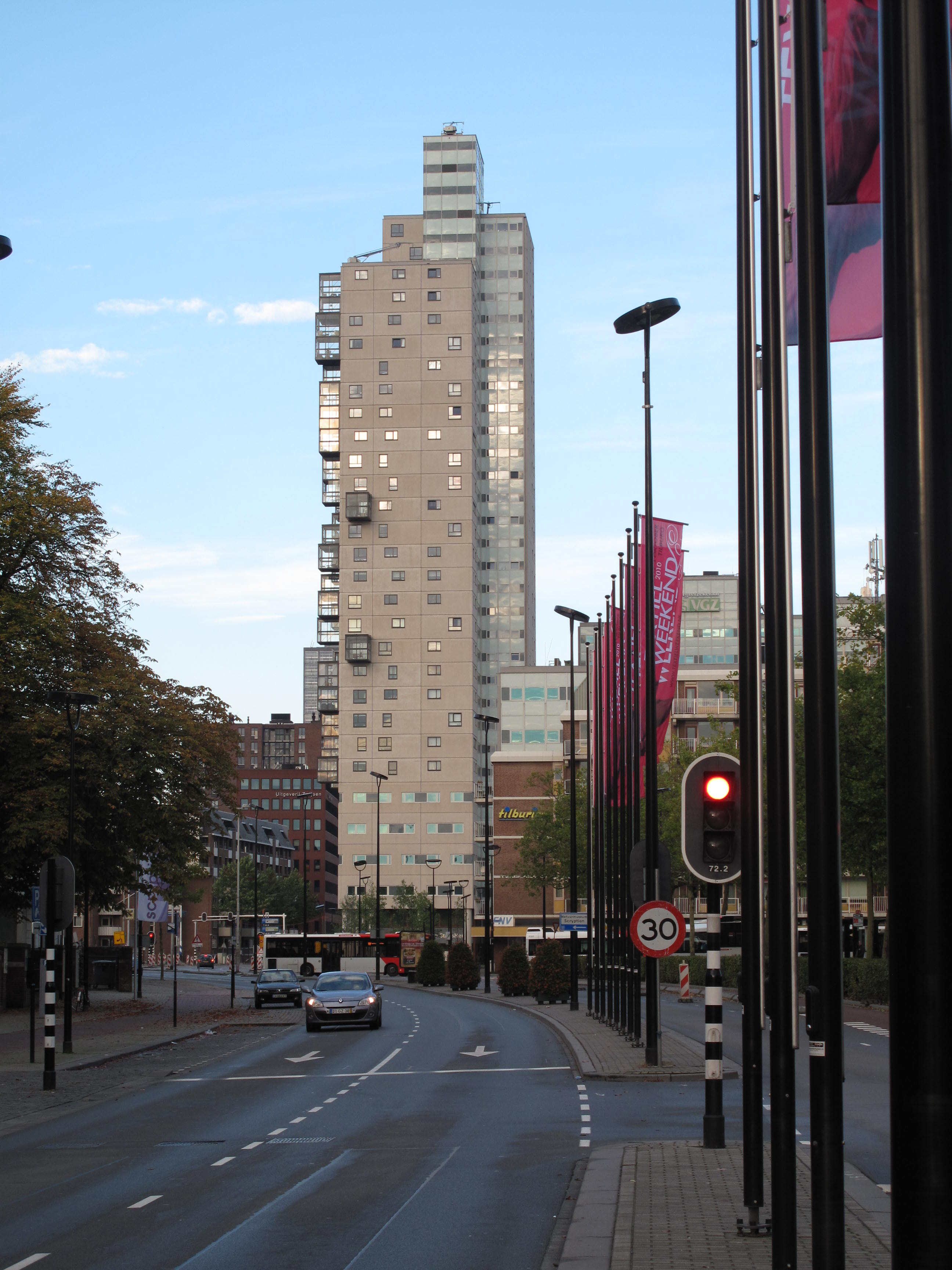
Városkép
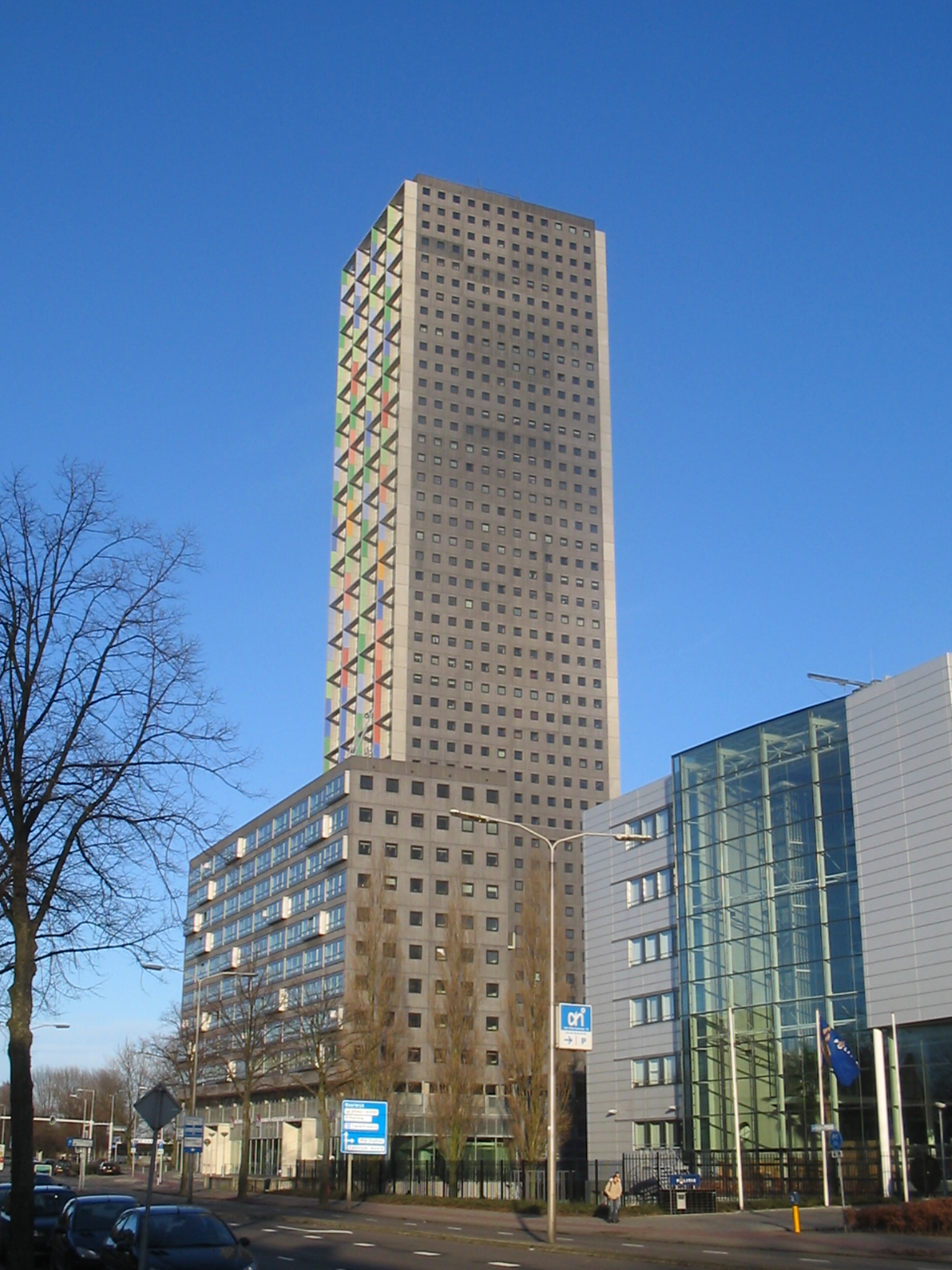
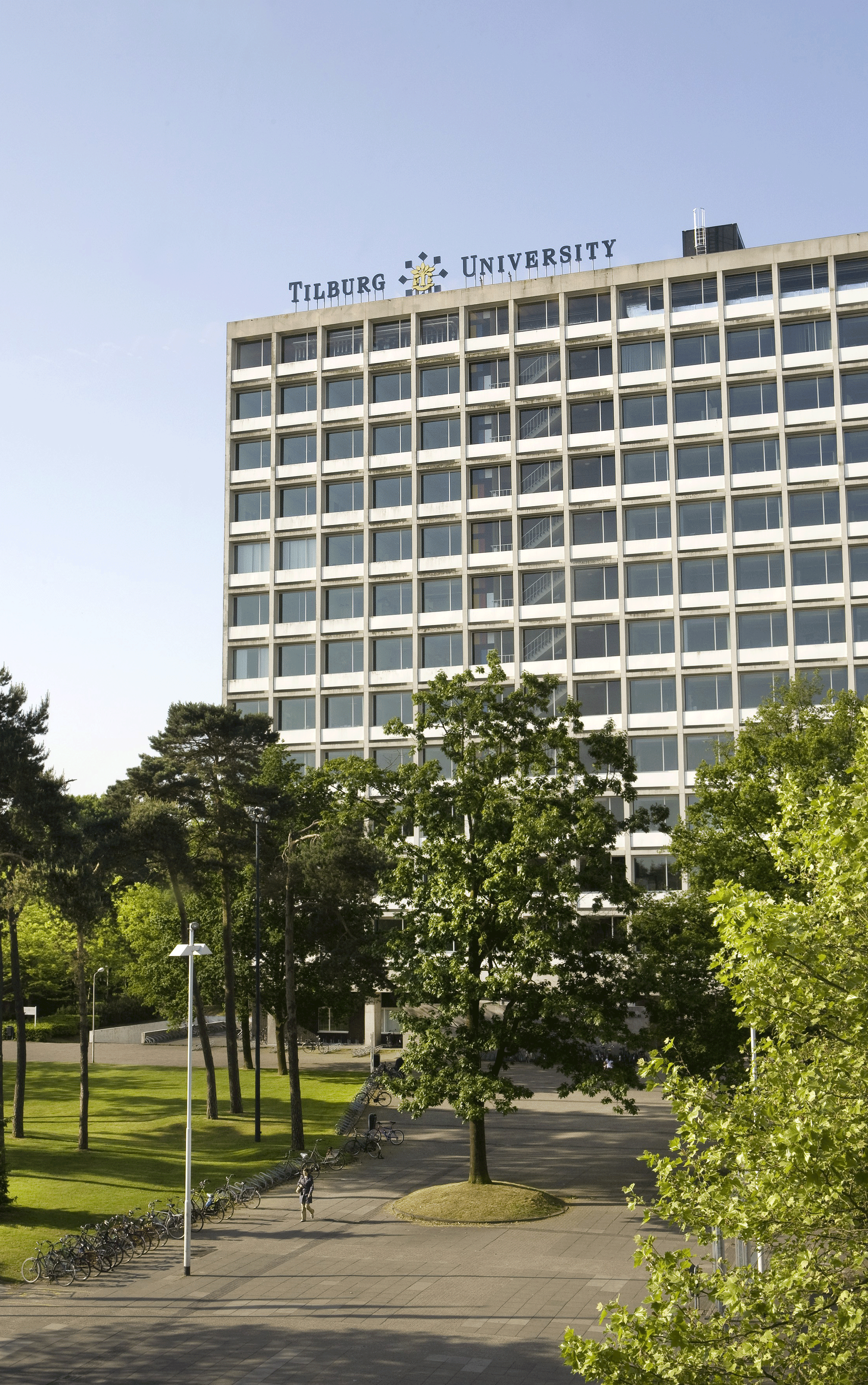
Tilburgi Egyetem
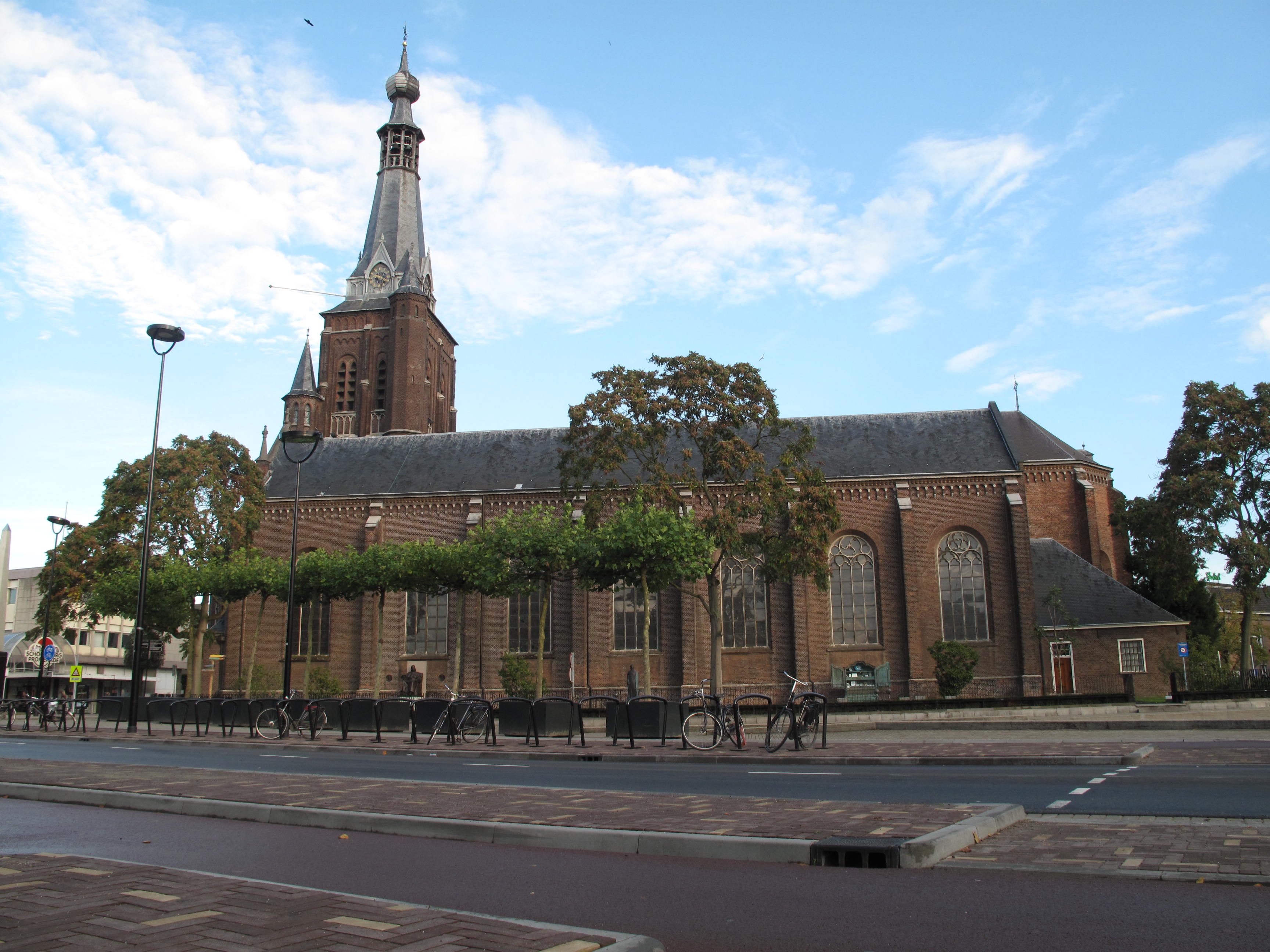
Heikese Kerk templom
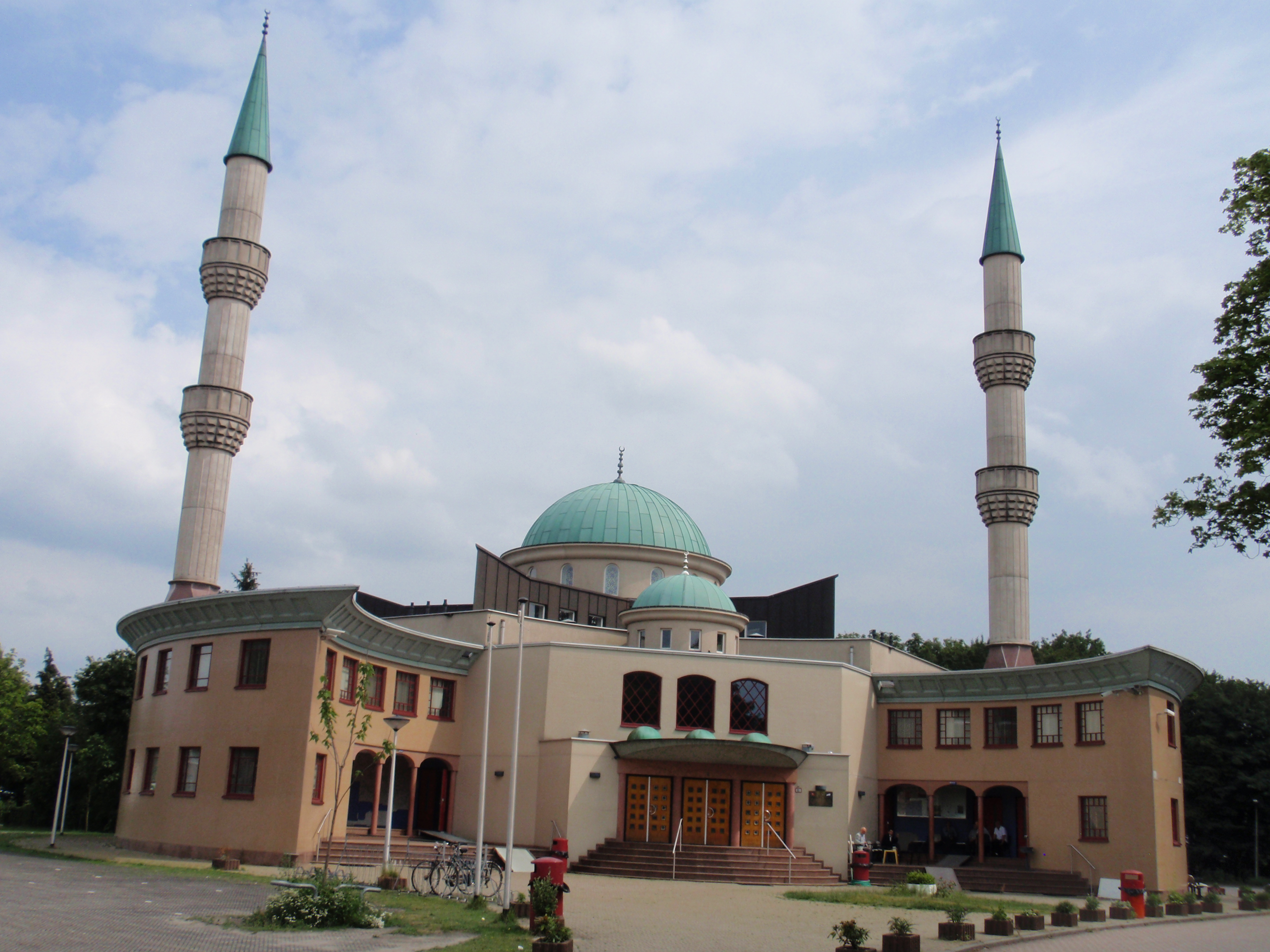
Süleymaniye mecset
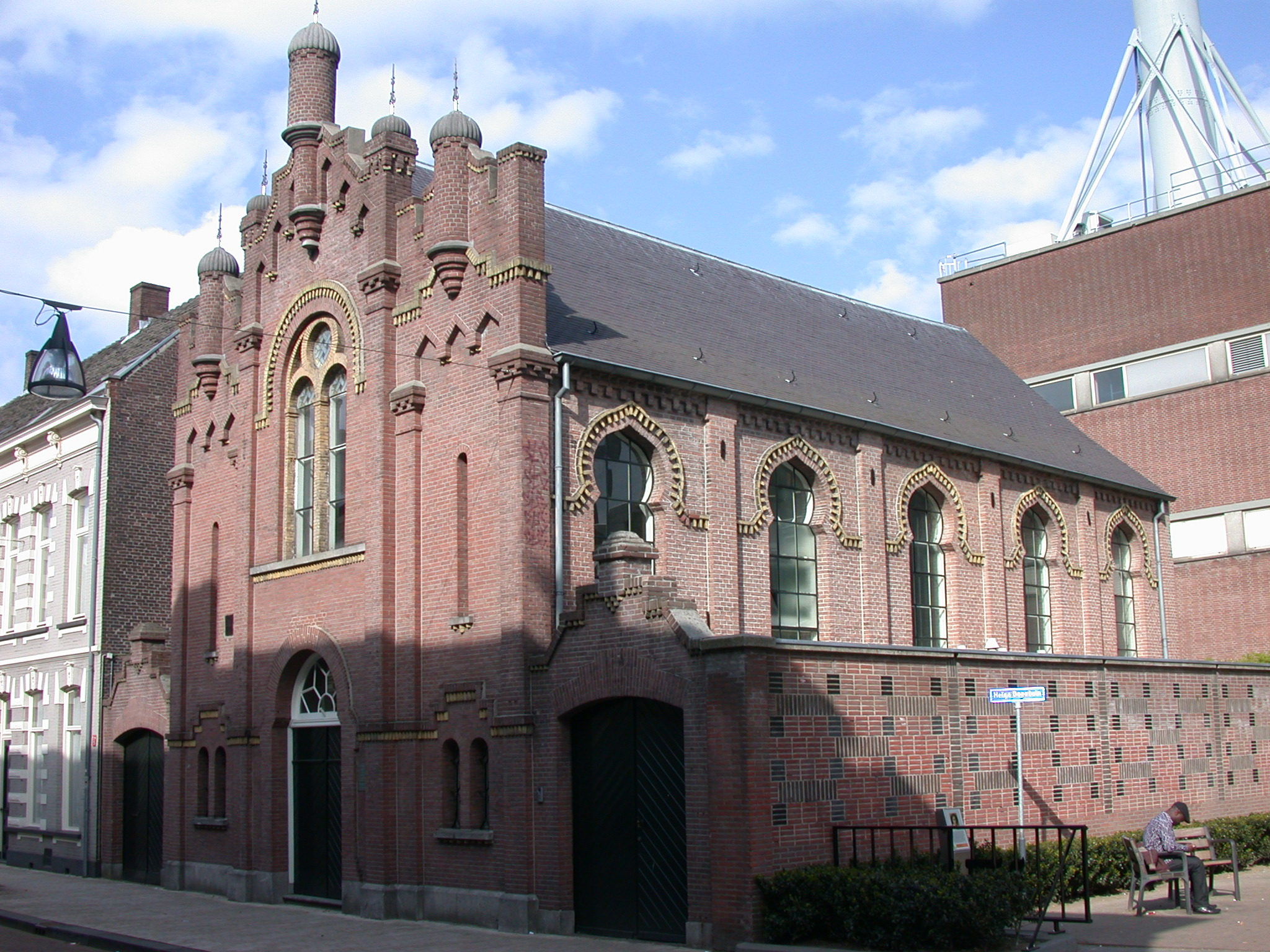
Zsinagóga
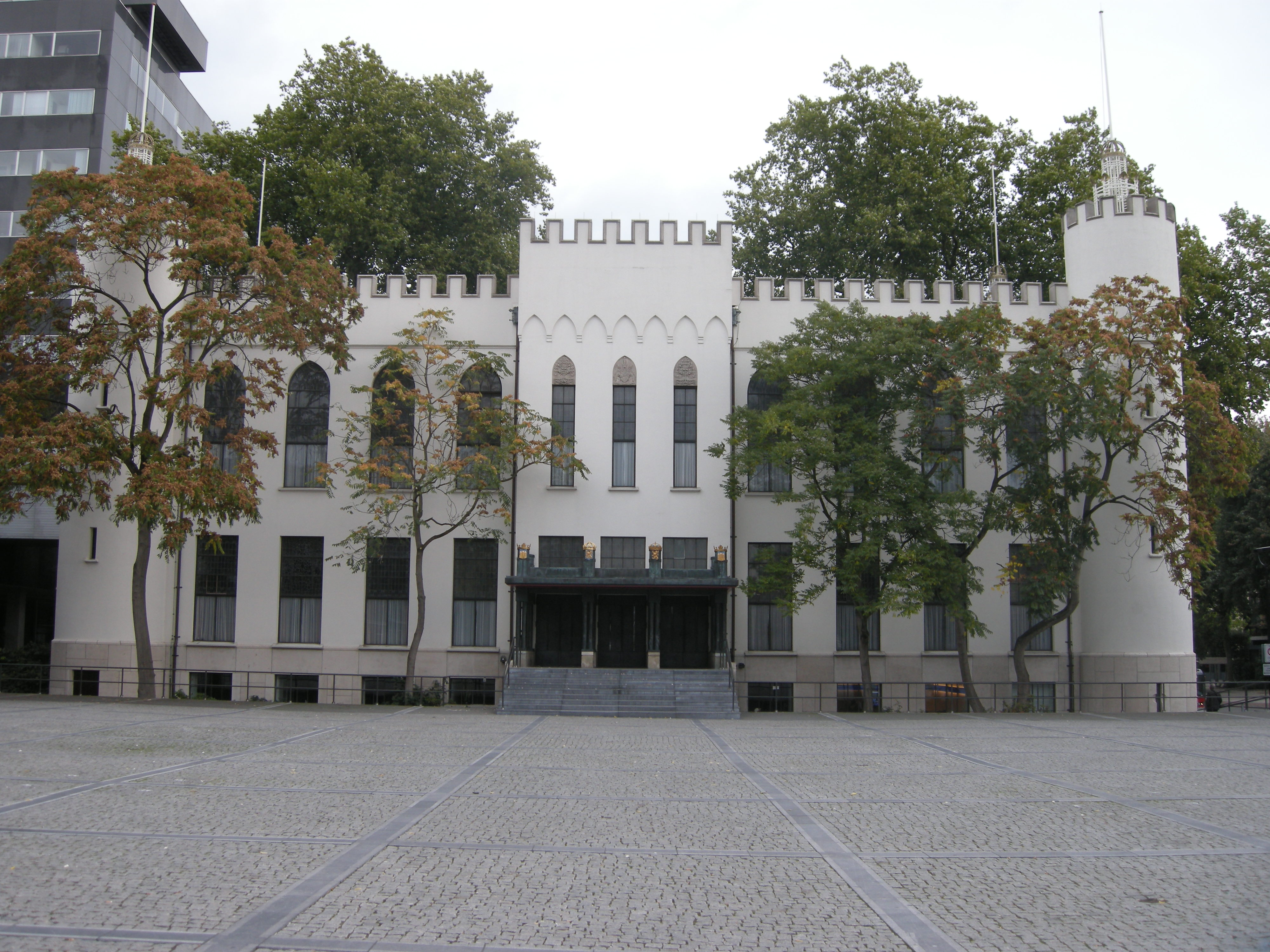
Paleis-Raadhuis (városháza)